# Марковецька бучина
«Марковецька бучина» — ботанічна пам'ятка природи місцевого значення в Україні. Пам'ятка природи розташована на території Монастириського району Тернопільської області, с. Маркова, Монастириське лісництво, кв. 26 в. 7, лісове урочище «Маркова».
Площа — 3,40 га, статус отриманий у 1981 році.